# Danilo Coito
Danilo Coito, né le 23 octobre 1931, à Florida, en Uruguay, est un ancien joueur uruguayen de basket-ball.